# Сан Хуан (Аргентина)
Сан Хуан (шп. San Juan) је град у Аргентини у покрајини Сан Хуан. Према процени из 2005. у граду је живело 115.195 становника.

## Становништво
Према процени, у граду је 2005. живело 115.195 становника.
| 1980.   | 1991.   | 2001.   |
| ------- | ------- | ------- |
| 118.046 | 119.423 | 112.778 |